# 停車場
停車場（ていしゃじょう・ていしゃば）は、鉄道において車両が停車できる施設であり、駅・信号場・操車場の総体である。

## 概説

### 停車場と駅
日本語の停車場は駅よりも意味が広く、操車場や信号場等行き違いや待ち合わせなどを含めて列車が発着するところは全て停車場と言う。
明治時代に日本に鉄道が導入された際には、今の「駅」に当たるものも含め、列車が止まる場所は皆停車場と名付けられた。利用者はこれを駅と呼ぶことが多く、鉄道関係者も時に停車場、時に駅と用語を混用した。時と共に駅が優勢になったが、昭和時代まで停車場という言い方は残った。1936年（昭和11年）の鉄道省の職制改正によって、停車場と駅の呼び分けが明確になり、一般の会話から停車場という表現は廃れた。
今でも都道府県道・市町村道の法定路線名には「停車場」という言葉が使われる。例えば、札幌駅から南に延びる道路は、北海道道18号札幌停車場線（通称：札幌駅前通）である。
以前の地方鉄道建設規程では、転轍機（分岐器・ポイント）のある駅を停車場、無い駅を停留場と呼んでいた。その後の普通鉄道構造規則や、鉄道に関する技術上の基準を定める省令ではいずれも停車場と総称する。ただし、事業者によっては実施基準を定めて停留場の呼称が使われ続けているところもある。また、軌道法による軌道ではみな停留場である。

### 停車場の定義
JRの新幹線及び在来線の運転取扱実施基準規程の総則内、用語の定義より。
- 新幹線
  - 「停車場」とは、駅・車両所（列車保安方式を施行する場合の境界とする車両所に限る）及び信号場をいう。
- 在来線
  - 「停車場」とは、駅、信号場及び操車場をいう（鉄道に関する技術上の基準を定める省令第2条第10号）。
  - 「停留所」とは、停車場のうちで、場内信号機・出発信号機を設けていないものをいう（閉塞区間内に存在する駅のこと）。

## 停車場の種類
停車場の線路網状の位置や、その機能によって以下のように分類される。両方の分類を組合わせて「中間行違駅」のように言うことがある。

### 線路網上の位置による分類
- 終端駅 - 線路網の終端に位置する駅。終着となる列車の割合が大きい中間駅もこれに含めることが多い。
- 中間駅 - 線路網の中間に位置する駅。
- 分岐駅 - 1つの路線から別の路線が分岐する駅。
- 接続駅 - 2つの路線が接続する駅。
  - 交差駅 - 接続駅のうち、2つの路線が立体交差している駅を言う。
  - 接触駅 - 接続駅のうち、2つの路線が接触している駅を言う。
- 連絡駅 - 分岐駅のうち、相互に直通運転出来ない配線の駅、また、接続駅のうち、2つの路線が直通運転を行えない場合を言う。

### 機能による分類
- 待避駅 - 優等・速達列車を待避するための設備（待避線）を有する駅。
- 行違駅・交換駅 - 単線区間において列車が行違うための設備を有する駅。

### 信号上の分類
- 連動駅 - 出発信号機が存在する駅。出発信号機に加えて場内信号機や待避線、行き違い設備などを有していることが多い。連動駅では駅の信号扱所から、またはCTC化されている線区では指令所から、信号機や分岐器を操作して列車の運行を制御することが可能。信号機や分岐器を制御するために連動装置が設置されていることから、連動駅と呼ばれる。
- 非連動駅 - 出発信号機が存在しない駅。鉄道の運行上は本線の途中に列車を止めて脇に設置したプラットホームで旅客を乗降させているだけの存在である。必然的に待避線や行違い設備も存在しない棒線駅となり（分岐器がある場合信号設備が必須となる）、前項の定義による停留所となる。

## 線名
停車場の線路には以下のような線名が付けられている。

### 本線
列車を通常走行させる線路のこと。鉄道に関する技術上の基準を定める省令では、「列車の運転に常用される線路」と定義されている。本線路ともいう。他の駅から停車場に入って来る列車が直接進入出来る線路及び、他の駅に出て行く列車が直接発車出来る線路のことを言う。同じ方向に列車を運転する本線が複数ある場合は、最も主要な本線を主本線といい、他の本線を副本線という。副本線には以下のような種類がある。
- 出発線 - 列車の出発のための線路。
- 到着線 - 列車の到着のための線路。
- 着発線 - 列車の到着と出発（着発）のための線路。
- 通過線 - 通過列車を走らせる線路。
- 待避線 - 列車を待避させるための線路。
  - 中線 - 上り線と下り線の間にある待避線。
- 行違線 - 単線区間の行き違いのための線路。
- 出発収容線 - 収容線のうち、直接停車場外に出発出来る線路。
- 到着収容線 - 収容線のうち、停車場外から直接到着出来る線路。
- 着発収容線 - 収容線のうち、出発も到着も可能なもの（新幹線の車両基地の収容線は全てが着発収容線であるのが特徴）。

### 側線
本線でない線路。列車の運行に常用しない線路のこと。上記の中線とは異なり、直接隣の停車場に発車して行くことや、隣の停車場から直接到着することの出来ない線路のこと。側線には以下のような種類がある。

#### 旅客
- 収容線（留置線） - 車両を収容するための線路（着発収容線等を除く）。
  - 電車留置線（電留線） - 電車用の収容線。
- 組替線（差替線） - 車両の編成組替のための線路。
- 予備車線 - 予備の車両を留置するための線路。

#### 貨物
- 押上線 - ハンプに貨車を押上げるための線路。
- 転送線 - ハンプから仕分線につながる線路。
- 仕分線 - 貨車を仕分けするための線路。
- 通路線 - 線群と線群をつなぐための線路。
- 授受線（受渡線） - 線群と線群で車両を授受する際、一時的に留置するための線路。
- 貨物積卸線 - 貨車に貨物を積卸するための線路。
- 空車留置線 - 空の貨車を一時的に留置するための線路。

#### その他
- 折返線 - 折返しのための線路。
- 機走線（機回し線） - 機関車のための通路線。
- 入区線 - 車両基地等に入区するための線路。
- 出区線 - 車両基地等から出区するための線路。
- 入出区線 - 車両基地等の入出区のための線路。
- 機待線 - 機関車が待機するための線路。
- 引き上げ線（入換線） - 入換のために引上げる線路。
- 洗浄線 - 車両を洗浄するための線路。
- 検修線 - 車両の検査や修繕（検修）を行う線路。
  - 仕業検査線 - 仕業検査をするための線路。
  - 交番検査線（交検線） - 交番検査をするための線路。
  - 臨時検査線（臨検線） - 臨時検査をするための線路。
- 安全側線 - 停車場に同時進入する場合、過走による衝突を避けるための線路。
- 保線材料線（保材線） - 保線のための機材等を留置するための線路。
- 横取線 - 保線車両を留置しておく線路。
- 解体線 - 車両を解体する際使用する線路。